# Josafat II
Josafat II, anomenat el Magnífic, (en grec Ιωάσαφ Β' ο Μεγαλοπρεπής) va ser patriarca de Constantinoble de l'any 1556 al 1565.
Va néixer a Krapsi, a l'Epir, i va estudiar a Ioànnina i després a Nàuplia. Va aprendre àrab, persa i turc. El patriarca Jeremies I el va nomenar metropolità d'Adrianòpolis l'any 1535, càrrec que va exercir durant vint anys. Després de la mort de Dionís II l'any 1556, va ser nomenat patriarca, pel mes de juliol o d'agost d'aquell any. Va aconseguir que la quota que cobrava el sultà pel nomenament dels patriarques quedés reduïda a mil escuts francesos. Durant el seu mandat va endreçar les finances de l'església i va redactar diversos textos jurídics que regulaven el Dret de l'Església i dels monestirs i les parròquies. L'any 1556 va establir una escola patriarcal al prestigiós Liceu Privat Grec de Fener.
Quan hi va haver la Reforma Protestant va enviar observadors a Occident perquè li expliquessin els fets de primera mà. Els enviats li van portar la Confessió d'Augsburg i una carta de Philipp Melanchthon, i es va desil·lusionar amb la posició dels protestants.
Les seves reformes econòmiques i l'actuació contra els funcionaris corruptes van fer que se li posessin en contra les autoritats econòmiques, entre elles el prefecte Miquel Cantacuzè, que van aconseguir de deposar-lo al gener de l'any 1565. Es va exiliar a Terra Santa des d'on va demanar la revisió del seu cas. Un sínode el va absoldre i va tronar a Adrianòpolis, on va morir.